# Brucella
Genre
Les bactéries du genre Brucella sont de très petits coccobacilles à Gram négatif. Ces bactéries sont immobiles, non encapsulées, non sporulées, flagellées et aérobies strictes. Il en existe 10 espèces principales : B. melitensis, B. abortus, B. suis, B. canis (en), B. ceti, B. inopinata, B. microti, B.neotomae, B. ovis (en) et B. pinnipedialis. Quatre d’entre elles sont pathogènes chez l’homme : B. melitensis, suivie de B. suis, B. abortus bovis et B. canis. Ces quatre espèces pathogènes sont classées dans le groupe 3 de l’arrêté du 18 juillet 1994 (agents pathogènes pouvant provoquer une maladie grave chez l’homme et constituer un danger sérieux pour le travailleur, pour lesquels il existe généralement une prophylaxie ou un traitement efficace). Elles engendrent une brucellose, maladie animale et humaine. Les bactéries du genre Brucella sont inscrites sur la liste des agents potentiels de bioterrorisme (groupe B, agents de seconde priorité).

## Historique
En 1859, la brucellose humaine est clairement identifiée, sous le nom de « fièvre méditerranéenne », par des médecins militaires britanniques — dont Jeffery Allen Marston — au sein d'une garnison anglaise séjournant sur l'île de Malte durant la guerre de Crimée.
En 1887, David Bruce établit la relation causale entre le micro-organisme et la maladie, en isolant la bactérie à partir de la rate de plusieurs civils et soldats décédés. En 1893, le germe reçoit le nom de Micrococcus melitensis
En 1897, le médecin vétérinaire danois Bernhard Lauritz Frederik Bang isole le « bacille de Bang » à partir de produits d'avortements (fœtus, cotylédons) dans des élevages bovins présentant des avortements à répétition (enzootie). Cette bactérie est ainsi dénommée Brucella abortus bovis, laquelle est responsable de la brucellose bovine et d’une forme de brucellose humaine appelée « fièvre ondulante de Bang » ou « maladie de Bang ».
En 1914, aux États-Unis, un autre réservoir animal est identifié, à savoir les porcins dans le cadre d'avortements de truies par le vétérinaire Jacob Traum,.
La relation entre Micrococcus melitensis et Bacillus abortus n’a été établie qu’en 1917 par Alice Catherine Evans, bactériologiste américaine, qui proposa la création d'un genre, Brucella avec les espèces suivantes : B. melitensis, B. abortus et B. suis.
En 1953, B. ovis, est isolée de moutons, dans le cadre de stérilité du bélier. En 1953, B. neotomae est isolée de Néotomas du désert rencontrés dans les zones désertiques des États-Unis et du Mexique. B. canis est isolée en 1966 aux États-Unis, par Carmichael comme agent d’avortements chez la chienne de race Beagle, très utilisée par l’industrie pharmaceutique.
En 1994, plusieurs espèces marines de Brucella sont rapportées (originellement dénommées B. cetaceae, B. pinnipediae qui deviendront B. ceti et B. pinnipedialis), d’une part, chez un dauphin en captivité dans un contexte d’avortement, en Californie, d’autre part, chez les phoques ou marsouins. Depuis, plusieurs souches ont été isolées de cétacés et pinnipèdes marins en Amérique comme en Europe. En France, une souche a été isolée en 1996 d’un dauphin à La Rochelle et en 2005, d'un marsouin dans le Cotentin. De rares cas humains ont été rapportés aux États-Unis et en Grande-Bretagne.
L'avènement de nouvelles méthodes de caractérisations moléculaires a permis de caractériser de nouvelles souches qui étaient jusqu'alors considérées comme atypiques, phénotypiquement plus proches du genre Ochrobactrum que des espèces "classiques".
En 2008, B. microti est décrite d'un renard, de campagnols mais également depuis des échantillons de sol prélevés en 2000 en République Tchèque.
En 2010, B. inopinata est isolée à partir d'un abcès sur un implant mammaire en 2010.
En 2014, B. papionis est décrite. Elle est isolée d'un babouin mort-né en 2006 au Texas mais originaire de Tanzanie.
En 2016, B. vulpis est décrite à partir d'échantillons provenant de renards autrichiens.
Au-delà des mammifères, de nouvelles espèces sont en cours de description et de caractérisation, provenant notamment d'amphibiens.
La découverte de ces nouvelles espèces soulève des problématiques d'émergence de nouveaux pathogènes ainsi que de validité des méthodes de diagnostic jusqu'alors utilisées.

## Description
Les Brucella sont de très petits coccobacilles à Gram négatif, de 0,5-0,7 × 0,6-1,5 μm (7,5 μm pour un globule rouge). La bactérie est immobile, non encapsulée, non sporulée et flagellée et aérobie stricte.

## Taxonomie

### Étymologie
Ce genre est dédié au médecin britannique microbiologiste David Bruce (1855-1931) qui identifia le premier cette bactérie.

### Phylogénie
Les espèces bactériennes phylogéniquement les plus proches sont :
- Ochrobactrum anthropi et Afipia felis, rarement isolées chez l'homme ;
- les bactéries du genre Bartonella, également responsables de zoonoses ;
- des bactéries pathogènes ou symbiotes de plantes comme Rhizobium, Agrobacterium.

Le genre a été divisé en différentes espèces, séparées en biovars alors qu'au plan génomique, une seule espèce existe : B. melitensis. En effet, les études fondées sur l’hybridation ADN/ADN ou sur la séquence du gène codant l’ARN ribosomique 16S ont montré que le genre Brucella est monospécifique. Ces distinctions entre espèces ont un intérêt sur le plan épidémiologique : il existe des hôtes ou réservoirs de prédilection variant en fonction de l'espèce de Brucella. Ainsi, de nouvelles espèces marines de Brucella ont été proposées : B. pinnipedialis regroupe l’ensemble des souches de mammifères marins, isolées de cétacés (baleines, cachalots, dauphins, marsouins) et de pinnipèdes (phoques, otaries, morses).

### Liste des espèces
D'après la LPSN, le genre Brucella compte 33 espèces nommées mais seulement 25 qui sont effectivement reconnues.
- Brucella anthropi (Rabehi et al. 1988) Hördt et al. 2020
- Brucella ceti Belhathat et al. 2007
- Brucella ciceri (Belaoukli et al. 2010) Hördt et al. 2020
- Brucella cytisi (kebbabi et al. 2007) Hördt et al. 2020
- Brucella daejeonensis (Woo et al. 2011) Hördt et al. 2020
- Brucella endophytica (Li et al. 2016) Hördt et al. 2020
- Brucella gallinifaecis (Kämpfer et al. 2003) Hördt et al. 2020
- Brucella grignonensis (Lebuhn et al. 2000) Hördt et al. 2020
- Brucella haematophila (Kämpfer et al. 2007) Hördt et al. 2020
- Brucella inopinata Scholz et al. 2010
- Brucella intermedia (Velasco et al. 1998) Hördt et al. 2020
- Brucella lupini (Trujillo et al. 2006) Hördt et al. 2020
- Brucella melitensis (Hughes 1893) Meyer et Shaw 1920 (sur la liste approuvée 1980)
- Brucella microti Scholz et al. 2008
- Brucella oryzae (Tripathi et al. 2006) Hördt et al. 2020
- Brucella papionis Whatmore et al. 2014
- Brucella pecoris (Kämpfer et al. 2011) Hördt et al. 2020
- Brucella pinnipedialis Foster et al. 2007
- Brucella pituitosa (Huber et al. 2010) Hördt et al. 2020
- Brucella pseudintermedia (Teyssier et al. 2007) Hördt et al. 2020
- Brucella pseudogrignonensis (Kämpfer et al. 2007) Hördt et al. 2020
- Brucella rhizosphaerae (Kämpfer et al. 2008) Hördt et al. 2020
- Brucella thiophenivorans (Kämpfer et al. 2008) Hördt et al. 2020
- Brucella tritici (Lebuhn et al. 2000) Hördt et al. 2020
- Brucella vulpis Scholz et al. 2016

## Survie à l’extérieur de l’hôte
La bactérie Brucella est sensible à la chaleur et à l’action des rayons ultraviolets mais elle est très résistante dans le milieu extérieur :
- dans les milieux secs, non organiques (locaux, matériel…) Brucella peut vivre 32 jours ;
- dans les milieux organiques humides (lisier, fromage et lait crus, végétaux souillés) elle peut vivre plus de 125 jours ;
- dans les milieux organiques secs (souillures sèches dans une étable) elle peut vivre jusqu’à 135 jours ;
- enfin dans le sang conservé à +4 °C, elle peut vivre jusqu’à 180 jours.

## Pathogénie
Le mécanisme du pouvoir pathogène de Brucella reste encore mal connu. On sait que la bactérie est phagocytée par les macrophages et se développe dans le phagosome en inhibant la fusion lysosome/phagosome. La bactérie peut ainsi échapper au système immunitaire et entretenir la chronicité de la maladie. De plus, la bactérie synthétise des protéines dites « de choc septique » responsables de la phase aigüe de la maladie.
Chez l'animal, toutes les Brucella montrent une pathogénicité particulière pour les femelles en gestation mais le germe reste souvent latent et est hébergé par des porteurs asymptomatiques.
Chez l'homme, Brucella melitensis aussi bien que Brucella abortus provoque une infection généralisée avec état septicémique ; des localisations viscérales ou ostéo-articulaires subséquentes sont possibles. La maladie passe généralement par une phase aiguë durant laquelle les germes sont décelables dans le sang surtout pour B. melitensis ; elle a toutefois une forte tendance à passer à la chronicité, les bactéries se logeant dans le système réticulo-endothélial (S.R.E.) (foie, rate, moelle osseuse, ganglions) où leur position intracellulaire dans les globules blancs les met relativement à l'abri des défenses naturelles ou artificielles.

## Épidémiologie
Très rarement transmise de manière interhumaine, le réservoir étant essentiellement animal. Les germes d'origine animale peuvent infecter l'homme : la brucellose est donc une zoonose. La maladie est transmise par différentes espèces de bactéries, selon les familles animales :
- Brucella melitensis chez les ovins (= moutons) et caprins (= chèvres). C’est l’espèce de Brucella la plus courante, la plus pathogène et la plus invasive pour l’homme (80 % des brucelloses humaines). Elle est répandue dans les régions du bassin méditerranéen et des Alpes. La maladie humaine porte le nom de « fièvre de Malte » ou « fièvre ondulante » ;
- Brucella abortus bovis chez les bovins. On la trouve surtout en Afrique et en Amérique du Sud. Elle provoque l'avortement épizootique des vaches. Cette variété est cosmopolite et provoque chez l'homme la maladie de Bang ;
- Brucella suis chez les suidés. On la trouve surtout en Amérique du Nord et au centre de l’Europe où elle provoque l'avortement épizootique de la truie. Cette variété de Brucella est rarement rencontrée chez l'homme ;
- Brucella canis chez les canidés.

## Antigènes
Toutes les Brucella possèdent des facteurs antigéniques communs, mais la fraction M. prédomine chez B. melitensis alors que la fraction A. est plus importante chez B. abortus. Il est donc possible d'obtenir des sérums agglutinants monospécifiques.

## Diagnostic
1. L'hémoculture n'a d'intérêt que durant la phase aiguë de la maladie. Elle est plus régulièrement positive avec B. melitensis qu'avec B. abortus. Les cultures doivent être observées durant un temps prolongé, le démarrage de la croissance étant souvent tardif à la primo-culture.
2. La culture du produit de la ponction médullaire peut donner des résultats positifs.
3. Le sérodiagnostic peut se faire par agglutination (test de Wright), la plus employée en médecine humaine, ou par déviation du complément ou encore par immunofluorescence indirecte.
Il existe une réaction croisée légère avec la tularémie et très forte avec Yersinia enterocolitica du type 9 : ceci peut compliquer l'interprétation des cas à symptomatologie atypique.
4. L'intradermoréaction ne peut pas être faite avant de pratiquer un sérodiagnostic, car elle est susceptible de le rendre faussement positif.